# Velika nagrada Velike Britanije 1994
Velika nagrada Velike Britanije 1994 je bila osma dirka Svetovnega prvenstva Formule 1 v sezoni 1994. Odvijala se je 10. julija 1994 na dirkališču Silverstone Circuit v Silverstonu. Zmagal je Damon Hill, drugo mesto je osvojil Jean Alesi, tretje pa Mika Häkkinen. Hill je osvojil tako najboljši štartni položaj, kot tudi postavil najhitrejši krog dirke. Dirko pa je zaznamoval tudi najprej kazenski postanek Michaela Schumacherja zaradi »nezmožnosti držanja svojega položaja v ogrevalnem krogu«, nato pa še črna zastava za Nemca in diskvalifikacija z dirke.

## Poročilo

### Pred dirko
Po eni dirki v moštvu Williams se je Nigel Mansell vrnil v serijo CART, tako da je v moštvu spet dirkal David Coulthard. Michael Schumacher je vodil v dirkaškem prvenstvu za 37 točk, z 66-imi od možnih 70 točk, Damon Hill pa je bil drugi v prvenstvu z 29-imi.

### Kvalifikacije
Kvalifikacije so bil izredno napete, saj sta prve tri dirkače ločili le dve stotinki sekunde, prva dva pa le tri tisočinke. Najboljši štartni položaj je s časom 1:24.960 osvojil Damon Hill, drugo štartno mesto je s časom 1:24.963 osvojil Schumacher, tretje pa s časom 1:24.980 Ferrarijev dirkač Gerhard Berger. Do desetega mesta so se zvrstili še Jean Alesi, Mika Häkkinen, David Coulthard, Ukjo Katajama, Martin Brundle in Jos Verstappen.

### Dirka
Pred ogrevalnim krogom je Coulthardu ugasnil dirkalnik, zato je štartal iz začelja štartne vrste. Eddie Irvine pa je že tedaj odstopil zaradi pregrevanja motorja. V ogrevalnem krogu je Schumacher  za nekaj trenutkov prehitel Hilla. Martin Brundle je ob štartu dirke odstopil zaradi okvare motorja na McLarnu. Hill je prevzel vodstvo, drugi je bil Schumacher, sledili pa so še Berger, Rubens Barrichello, Jean Alesi in Jos Verstappen, Coulthard pa se je v ozadju zavrtel. Veliko razburjenja je povzročila odločitev komisarjev dirke, da Schumacherja kaznujejo s kazenskim petsekundnim postankom v boksih zaradi prehitevanja Hilla v ogrevalnem krogu. Toda šef Benettona Flavio Briatore ni poklical Michaela v bokse, saj je trdil, da ni bil pravilno seznanjen s kaznijo. Ob prvih postankih je Schumacher prehitel Hilla, tretje mesto je držal Alesi, sledili pa so še Mika Häkkinen, Barrichello, Heinz-Harald Frentzen, Ukjo Katajama in Coulthard.
Po sedmih krogih je vodstvo dirke Schumacherju pokazalo črno zastavo, ker ni opravil kazenskega postanka. Schumacher je po dirki povedal, da ni opazil črne zastave, ki opozarja dirkača, da mora še isti krog zapeljati v bokse in odstopiti. V boksih so se Benettonovi uslužbenci prepirali z uslužbenci FIE, v sedemindvajsetem krogu pa je Schumacher, po posredovanju direktorja dirke Rolanda Bruynseraeda v Benettonovih boskih, opravil petsekundni kazenski postanek, zaradi česar je padel na četrto mesto. Kmalu sta na svoj postanek v bokse zapeljala Alesi in Häkkinen, zato je Schumacher napredoval na drugo mesto. Berger je držal tretje mesto do okvare motorja, tako da se je na četrto mesto povzpel Barrichello. Toda Häkkinen ga je uspel prehiteti, Barrichello pa je nato napadal Finca vse do cilja, v zadnjem ovinku dirke sta trčila. Häkkinena so delavci ob progi porinili s peska in je končal kot četrti, Barrichello pa je po treh kolesih osvojil peto mesto. Točko pa je s šestim mestom osvojil še Coulthard.

### Po dirki
Michael Schumacher je bil po dirki diskvalificiran zaradi »nezmožnosti držanja svojega položaja v ogrevalnem krogu«, Benetton pe je dobil resno opozorilo in kazen 25.000 dolarjev. Po pritožbi Benettona je Schumacher dobil prepoved nastopa na dveh dirkah. Tako so vsi dirkači, ki so bili uvrščeni na tretje mesto ali nižje napredovali za eno mesto, šesto mesto in eno prvenstveno točko je tako osvojil Katajama, kar je njegova zadnja uvrstitev med dobitnike točk. Nekateri so odločitev o Schumacherjevi kazni zaradi prehitevanja v ogrevalnem krogu videli kot neupravičeno. Namreč v ogrevalnem krogu dirkači med drugim tudi ogrevajo zavore, zato večkrat močno zavirajo, pri čemer večkrat tudi pride do prehitevanja za nekaj sekund. Kljub temu, da se je podobno zgodilo na večini dirk Formula 1, pa do tedaj in od tedaj naprej za podoben prekršen ni bil kaznoval noben drug dirkač.

## Rezultati

### Kvalifikacije
| Poz | Št | Dirkač                | Konstruktor       | 1. del   | 2. del   | Zaostanek |
| --- | -- | --------------------- | ----------------- | -------- | -------- | --------- |
| 1   | 0  | Damon Hill            | Williams-Renault  | 1:26,894 | 1:24,960 |           |
| 2   | 5  | Michael Schumacher    | Benetton-Ford     | 1:26,323 | 1:24,963 | +0,003    |
| 3   | 28 | Gerhard Berger        | Ferrari           | 1:26,738 | 1:24,980 | +0,020    |
| 4   | 27 | Jean Alesi            | Ferrari           | 1:26,891 | 1:25,541 | +0,581    |
| 5   | 7  | Mika Häkkinen         | McLaren-Peugeot   | 1:27,983 | 1:26,268 | +1,308    |
| 6   | 14 | Rubens Barrichello    | Jordan-Hart       | 1:27,890 | 1:26,271 | +1,311    |
| 7   | 2  | David Coulthard       | Williams-Renault  | 1:27,698 | 1:26,337 | +1,377    |
| 8   | 3  | Ukjo Katajama         | Tyrrell-Yamaha    | 1:27,936 | 1:26,414 | +1,454    |
| 9   | 8  | Martin Brundle        | McLaren-Peugeot   | 1:28,224 | 1:26,768 | +1,808    |
| 10  | 6  | Jos Verstappen        | Benetton-Ford     | 1:29,142 | 1:26,841 | +1,881    |
| 11  | 4  | Mark Blundell         | Tyrrell-Yamaha    | 1:28,510 | 1:26,920 | +1,960    |
| 12  | 15 | Eddie Irvine          | Jordan-Hart       | 1:27,890 | 1:27,065 | +2,105    |
| 13  | 30 | Heinz-Harald Frentzen | Sauber-Mercedes   | 1:27,284 | 1:28,231 | +2,324    |
| 14  | 23 | Pierluigi Martini     | Minardi-Ford      | 1:28,517 | 1:27,522 | +2,562    |
| 15  | 26 | Olivier Panis         | Ligier-Renault    | 1:29,381 | 1:27,785 | +2,825    |
| 16  | 10 | Gianni Morbidelli     | Footwork-Ford     | 1:28,159 | 1:27,886 | +2,926    |
| 17  | 24 | Michele Alboreto      | Minardi-Ford      | 1:29,403 | 1:28,100 | +3,140    |
| 18  | 29 | Andrea de Cesaris     | Sauber-Mercedes   | 1:30,034 | 1:28,212 | +3,252    |
| 19  | 11 | Alessandro Zanardi    | Lotus-Mugen-Honda | 1:29,240 | 1:28,225 | +3,265    |
| 20  | 9  | Christian Fittipaldi  | Footwork-Ford     | 1:28,816 | 1:28,231 | +3,271    |
| 21  | 12 | Johnny Herbert        | Lotus-Mugen-Honda | 1:29,268 | 1:28,340 | +3,380    |
| 22  | 20 | Érik Comas            | Larrousse-Ford    | 1:30,274 | 1:28,519 | +3,559    |
| 23  | 25 | Éric Bernard          | Ligier-Renault    | 1:30,058 | 1:28,955 | +3,995    |
| 24  | 19 | Olivier Beretta       | Larrousse-Ford    | 1:29,971 | 1:29,299 | +4,339    |
| 25  | 31 | David Brabham         | Simtek-Ford       | 1:31,437 | 1:30,690 | +5,730    |
| 26  | 32 | Jean-Marc Gounon      | Simtek-Ford       | 1:31,225 | 1:30,722 | +5,762    |
| DNQ | 34 | Bertrand Gachot       | Pacific-Ilmor     | 1:31,496 | 1:31,877 | +6,536    |
| DNQ | 33 | Paul Belmondo         | Pacific-Ilmor     | 1:34,631 | 1:32,507 | +7,547    |

### Dirka
| Poz | Št | Dirkač                | Konstruktor       | Krogi | Čas/Odstop       | Št. m. | Toč |
| --- | -- | --------------------- | ----------------- | ----- | ---------------- | ------ | --- |
| 1   | 0  | Damon Hill            | Williams-Renault  | 60    | 1:30:03,640      | 1      | 10  |
| 2   | 27 | Jean Alesi            | Ferrari           | 60    | + 1:08,128       | 4      | 6   |
| 3   | 7  | Mika Häkkinen         | McLaren-Peugeot   | 60    | + 1:40,659       | 5      | 4   |
| 4   | 14 | Rubens Barrichello    | Jordan-Hart       | 60    | + 1:41,751       | 6      | 3   |
| 5   | 2  | David Coulthard       | Williams-Renault  | 59    | +1 krog          | 7      | 2   |
| 6   | 3  | Ukjo Katajama         | Tyrrell-Yamaha    | 59    | +1 krog          | 8      | 1   |
| 7   | 30 | Heinz-Harald Frentzen | Sauber-Mercedes   | 59    | +1 krog          | 13     |     |
| 8   | 6  | Jos Verstappen        | Benetton-Ford     | 59    | +1 krog          | 10     |     |
| 9   | 9  | Christian Fittipaldi  | Footwork-Ford     | 58    | +2 kroga         | 20     |     |
| 10  | 23 | Pierluigi Martini     | Minardi-Ford      | 58    | +2 kroga         | 14     |     |
| 11  | 12 | Johnny Herbert        | Lotus-Mugen-Honda | 58    | +2 kroga         | 21     |     |
| 12  | 26 | Olivier Panis         | Ligier-Renault    | 58    | +2 kroga         | 15     |     |
| 13  | 25 | Éric Bernard          | Ligier-Renault    | 58    | +2 kroga         | 23     |     |
| 14  | 19 | Olivier Beretta       | Larrousse-Ford    | 58    | +2 kroga         | 24     |     |
| 15  | 31 | David Brabham         | Simtek-Ford       | 57    | +3 krogi         | 25     |     |
| 16  | 32 | Jean-Marc Gounon      | Simtek-Ford       | 57    | +3 krogi         | 26     |     |
| DSQ | 5  | Michael Schumacher    | Benetton-Ford     | 60    | Diskvalifikacija | 2      |     |
| Ods | 24 | Michele Alboreto      | Minardi-Ford      | 48    | Motor            | 17     |     |
| Ods | 28 | Gerhard Berger        | Ferrari           | 32    | Motor            | 3      |     |
| Ods | 4  | Mark Blundell         | Tyrrell-Yamaha    | 20    | Menjalnik        | 11     |     |
| Ods | 20 | Érik Comas            | Larrousse-Ford    | 12    | Motor            | 22     |     |
| Ods | 29 | Andrea de Cesaris     | Sauber-Mercedes   | 11    | Motor            | 18     |     |
| Ods | 10 | Gianni Morbidelli     | Footwork-Ford     | 5     | Motor            | 16     |     |
| Ods | 11 | Alessandro Zanardi    | Lotus-Mugen-Honda | 4     | Motor            | 19     |     |
| Ods | 8  | Martin Brundle        | McLaren-Peugeot   | 0     | Motor            | 9      |     |
| Ods | 15 | Eddie Irvine          | Jordan-Hart       | 0     | Motor            | 12     |     |
| DNQ | 34 | Bertrand Gachot       | Pacific-Ilmor     |       |                  |        |     |
| DNQ | 33 | Paul Belmondo         | Pacific-Ilmor     |       |                  |        |     |